# I Liceum Ogólnokształcące im. Juliusza Słowackiego w Elblągu
I Liceum Ogólnokształcące im. Juliusza Słowackiego w Elblągu – jedno z liceów ogólnokształcących w Elblągu, usytuowane przy ulicy Pocztowej 2 na elbląskim Starym Mieście. Od 1958 r. szkoła nosi imię Juliusza Słowackiego. Mieści się w zabytkowym budynku, który powstał jako niemiecka szkoła średnia dla dziewcząt (Am Neuen Lustgarten) w sierpniu 1875 roku. Wraz z Gimnazjum nr 8 do końca roku szkolnego 2018/2019 tworzył Zespół Szkół Ogólnokształcących. Pełniącym obowiązki dyrektora szkoły od pierwszego września 2019 r. jest Marzena Bielecka. 
Na terenie szkoły rośnie orzech czarny o obwodzie 445 cm objęty ochroną jako pomnik przyrody w 1998 roku.

## Absolwenci
- Marta Burdynowicz
- Dominika Figurska
- Wanda Kwietniewska
- Tomasz Lewandowski
- Grzegorz Nowaczyk
- Elżbieta Potocka
- Ryszard Rynkowski[1]
- Erwina Ryś-Ferens
- Jerzy Szyłak
- Sylwester Wyłupski